# Zhang Mengxue
Zhang Mengxue (chinesisch 张梦雪, Pinyin Zhāng Mèngxuě; * 6. Februar 1991 in Jinan) ist eine chinesische Sportschützin.

## Erfolge
Zhang Mengxue nahm an den Olympischen Spielen 2016 in Rio de Janeiro im Wettbewerb mit der Luftpistole über 10 m teil. In der Qualifikationsrunde gelangen ihr, wie auch zwei weiteren Schützinnen, 384 Punkte, dank zwölf Zehn-Punkte-Schüsse wurde sie unter diesen drei Konkurrentinnen an vorderster Stelle gelistet. Zhang qualifizierte sich daher als Siebte für das Finale. In diesem schoss sie 199,4 Punkte, ein neuer Olympiarekord, womit sich gleichzeitig Erste und damit vor Witalina Bazaraschkina und Anna Korakaki Olympiasiegerin wurde.